# Richi M
Richard Moldovan, artistnamn Richi M, född 22 mars 1974 i Ungern och uppvuxen i stadsdelen Bergsjön i Göteborg, är en svensk musikproducent och DJ.
Han kom till Sverige 1980 och slog igenom som artist med musik i techno-genren 1997. Han har både släppt egna låtar och remixat andra artister, bland andra E-Type, Tess, Ayleen, Bodies Without Organs och Van.

## Diskografi

### Album
- Perfect World (1998; Fluid Records)
- Songs of Tomorrow (2000; Stockholm Records)
- Face the Future (2002; Stockholm Records)
- Singularity (2004; Alien Records)

### Singlar
- Perfect World (1997; Fluid Records)
- 12th Planet (1998; Fluid Records)
- One Life to Live (1998; Fluid Records)
- Wake Me Up (1998; Fluid Records)
- Emaho (2000; Stockholm Records)
- Lovely Lily (2000; Stockholm Records/Fluid Records)
- Popcorn (2000; Stockholm Records)
- Inside of Me (2001; Stockholm Records)
- Face the Future (2002; Stockholm Records)
- Ederlezi feat. Ysa Ferrer (2004; Alien Records)[3]
- Touch the Sky (2005; Alien Records)
- Forever (2008)